# Nguyễn Tiến Minh
Nguyễn Tiến Minh (født 17. februar 1983 i Ho Chi Minh) er en vietnamesisk badmintonspiller. Han har ingen større internationale mesterskabs titler, men har flere mindre titler. Han var udtaget til at repræsentere Vietnam under Sommer-OL 2008, hvor han nåede til anden runde, hvor han overraskende nok spillede mod Hsieh Yu-Hsing fra Kinesiske Taipei.